# Humfry Payne
Humfry Gilbert Garth Payne (Wendover, 19 de febrero de 1902-Atenas, 9 de mayo de 1936) fue un arqueólogo británico, que se ocupó del arte arcaico griego en particular la cerámica y la escultura. Fue director de la Escuela Británica de Atenas desde 1929 hasta su muerte.

## Biografía
Único hijo del historiador Edward John Payne y de Emma Leonora Helena Pertz, nieta de Georg Heinrich Pertz (director de los Monumenta Germaniae Historica), estudió en la Westminster School y luego en la Christ Church de Oxford, donde, en parte por influencia de John Beazley, empezó a interesarse por el arte griego y la arqueología. Fue el hermano de la astrónoma Cecilia Helena Payne-Gaposchkin (1900–1979).
Después la licenciatura continuó los estudios de Arqueología del mediterráneo como investigador universitario. En el 1926 se casó con Dilys Powell, periodista y crítica cinematográfica. En el mismo año fue nombrado asistente del departamento de antigüedad de la Museo Ashmolean, cargo que mantuvo hasta al 1928 trabajando con Beazley en la publicación de una selección de cerámica ática de figuras negras procedentes de precedentes excavaciones en Naucratisi para «The Journal of Hellenic Studies» (1929). En el 1928 dejó el Ashmolean para ser director de la Escuela Británica de Atenas. Participó a las excavaciones de Creta de 1929 y dirigió las de Perachora (1930-1933), que se reveló como un pequeño pero riquísimo yacimiento arcaico corintio.
Murió con 34 años, en el hospital Evangelismos de Atenas, debido a una infección de staphylococcus contraída durante las excavaciones de Perachora. Fue sepultado en el cementerio de Yeoryios Ayios de Micenas.

## Estudios y publicaciones
Necrocorinthia, donde han sido recogidos y clasificados los datos sobre la producción cerámica corintia y donde ha sido publicada la cronología que todavía hoy en gran parte se continúa siguiendo, apareció en el 1931 y fue actualizado en el 1933 con Protokorinthische Vasenmalerei.
La obra más importante de Payne durante su dirección de la Escuela Británica de Atenas fue la publicación, al igual que el comentario al catálogo de las esculturas del Museo de la Acrópolis de Atenas, escrito de Guy Dickins, titulado Archaic Marble Sculpture from the Acropolis, del 1936, un volumen con fotografías de Gerard Mackworth Young y con texto de Payne, que marcó un cambio fundamental en la investigación de la escultura arcaica; se hallaron conexiones (Jinete Rampin y Kore del León), atribuciones, un cuidadoso análisis del grupo de las korai de la Acrópolis de Atenas, con texto de Payne alcanzó un análisis formal más firme y una historia más exacta. Había también un esbozo de reconstrucción crítica de las personalidades de los artistas activos en la Acrópolis en el siglo VI a. C.
Otro trabajo excelente fue Perachora, sobre el yacimiento arcaico situado en los cimientos de Corinto, escrito principalmente por Payne, pero publicado solo después su muerte.